# Légende d'un dormeur éveillé
Légende d'un dormeur éveillé est un roman de Gaëlle Nohant paru le 17 août 2017 aux éditions Héloïse d'Ormesson et ayant reçu le prix des Libraires 2018,.

## Résumé
Ce livre est une biographie romancée du poète Robert Desnos.
Gaëlle Nohant s'inscrit dans les pas de Robert Desnos. Pour comprendre qui il était, elle se rend dans les mêmes lieux où est passé le poète. Elle le suit dans ses passions et ses soirées, imaginant ses rencontres avec les artistes de l'époque de Robert Desnos.
Au fil de son roman, Gaëlle Nohant évoque aussi l'œuvre de Robert Desnos, l'accompagnant de ses débuts jusqu'au camp de concentration de Theresienstadt.

## Réception critique
Légende d'un dormeur éveillé a reçu le prix des Libraires 2018.

## Éditions
- Éditions Héloïse d'Ormesson[4], 2017, 437 p., (ISBN 978-2350874197).
- Le Livre de poche, 2018, 624 p., (ISBN 978-2253073772).